# Kabir Bedi
Kabir Bedi, född 16 januari 1946 i Lahore, dåvarande Brittiska Indien (nuförtiden i Pakistan), är en indisk skådespelare. Bland filmrollerna märks Gobinda i Octopussy.